# 潜鸭嗜眼吸虫
潜鸭嗜眼吸虫（学名：Philophthalmus nyrocae）为嗜眼科嗜眼属的动物。分布于日本以及中国大陆的广东肇庆等地，营寄生生活，终末宿主红头潜鸭、家鸭，寄生在眼结膜囊。